# Jugoslavija na Zimskih olimpijskih igrah 1956
Socialistično federativno republiko Jugoslavijo je na Zimskih olimpijskih igrah 1956 v Cortini d'Ampezzo zastopalo sedemnajst športnikov v treh športih. 

## Alpsko smučanje
Moški
| Smučar         | Disciplina | 1. tek | 1. tek    | 2. tek | 2. tek    | Skupaj | Skupaj    |
| Smučar         | Disciplina | Čas    | Uvrstitev | Čas    | Uvrstitev | Čas    | Uvrstitev |
| -------------- | ---------- | ------ | --------- | ------ | --------- | ------ | --------- |
| Jože Ilija     | Smuk       |        |           |        |           | DSQ    | –         |
| Ludvig Dornig  | Smuk       |        |           |        |           | 3:41,1 | 29        |
| Frank Cvenkelj | Smuk       |        |           |        |           | 3:28,5 | 22        |
| Jože Ilija     | Veleslalom |        |           |        |           | 3:44,8 | 51        |
| Ludvig Dornig  | Veleslalom |        |           |        |           | 3:42,4 | 47        |
| Franc Cvenkelj | Veleslalom |        |           |        |           | 3:33,7 | 40        |
| Jože Ilija     | Slalom     | 2:17,5 | 52        | 2:22,3 | 33        | 4:39,8 | 43        |
| Franc Cvenkelj | Slalom     | 1:58,3 | 42        | 2:28,6 | 40        | 4:26,9 | 42        |
| Ludvig Dornig  | Slalom     | 1:49,3 | 35        | 2:13,4 | 25        | 4:02,7 | 28        |

Ženske
| Smučar         | Disciplina | 1. tek | 1. tek    | 2. tek | 2. tek    | Skupaj | Skupaj    |
| Smučar         | Disciplina | Čas    | Uvrstitev | Čas    | Uvrstitev | Čas    | Uvrstitev |
| -------------- | ---------- | ------ | --------- | ------ | --------- | ------ | --------- |
| Slava Zupančič | Smuk       |        |           |        |           | 1:54,5 | 28        |
| Slava Zupančič | Veleslalom |        |           |        |           | 2:07,9 | 32        |
| Slava Zupančič | Slalom     | 1:35,0 | 36        | 1:08,5 | 23        | 2:43,5 | 32        |

## Smučarski teki
Moški
| Disciplina | Tekač            | Tekma   | Tekma     |
| Disciplina | Tekač            | Čas     | Uvrstitev |
| ---------- | ---------------- | ------- | --------- |
| 15 km      | Matevž Kordež    | 57:09   | 49        |
| 15 km      | Cveto Pavčič     | 56:55   | 47        |
| 15 km      | Janez Pavčič     | 56:41   | 45        |
| 15 km      | Zdravko Hlebanja | 56:32   | 43        |
| 30 km      | Janez Pavčič     | DSQ     | –         |
| 30 km      | Štefan Robač     | 2'03:55 | 45        |
| 30 km      | Zdravko Hlebanja | 2'01:47 | 42        |
| 30 km      | Matevž Kordež    | 1'57:48 | 32        |
| 50 km      | Štefan Robač     | DSQ     | –         |

Moška štafeta 4 x 10 km
| Tekači                                                   | Tekma   | Tekma     |
| Tekači                                                   | Čas     | Uvrstitev |
| -------------------------------------------------------- | ------- | --------- |
| Zdravko Hlebanja Cveto Pavčič Matevž Kordež Janez Pavčič | 2'33:45 | 13        |

Ženske
| Disciplina | Tekačica          | Tekma | Tekma     |
| Disciplina | Tekačica          | Čas   | Uvrstitev |
| ---------- | ----------------- | ----- | --------- |
| 10 km      | Biserka Vodenlič  | 46:28 | 36        |
| 10 km      | Nada Birko-Kustec | 46:03 | 35        |
| 10 km      | Mara Rekar        | 45:36 | 33        |
| 10 km      | Amalija Belaj     | 45:32 | 32        |

Ženska štafeta 3 x 5 km
| Tekačice                                         | Tekma   | Tekma     |
| Tekačice                                         | Čas     | Uvrstitev |
| ------------------------------------------------ | ------- | --------- |
| Amalija Belaj Biserka Vodenlič Nada Birko-Kustec | 1'18:54 | 9         |

## Smučarski skoki
| Skakalec      | Disciplina         | 1. skok | 1. skok | 1. skok   | 2. skok | 2. skok | 2. skok   | Skupaj | Skupaj    |
| Skakalec      | Disciplina         | Dolžina | Točke   | Uvrstitev | Dolžina | Točke   | Uvrstitev | Točke  | Uvrstitev |
| ------------- | ------------------ | ------- | ------- | --------- | ------- | ------- | --------- | ------ | --------- |
| Janez Gorišek | Srednja skakalnica | 63,5    | 81,5    | 50        | 63,5    | 80,5    | 47        | 162,0  | 50        |
| Albin Rogelj  | Srednja skakalnica | 71,0    | 94,0    | 31        | 74,5    | 98,5    | 18        | 192,5  | 23        |
| Janez Polda   | Srednja skakalnica | 74,5    | 96,5    | 27        | 74,0    | 95,0    | 24        | 191,5  | 24        |
| Jože Zidar    | Srednja skakalnica | 75,0    | 99,5    | 23        | 74,0    | 94,5    | 25        | 194,0  | 22        |